# 扎捷伊哈农村居民点
扎捷伊哈农村居民点（俄语：Затеихинское сельское поселение）是俄罗斯联邦伊万诺沃州普切日区所属的一个农村居民点。其下辖有38个居民点，行政中心为扎捷伊哈。据2016年统计，该农村居民点的人口为697人。